# 法国人列表
法国人按职业分类，可以从以下各列表中查询。
- 法国君主列表
- 法國王后和皇后列表
- 法国总统列表
- 法国总理列表
- 法国艺术家列表（英语：List of French artists）
- 法国演员列表（英语：List of French actors）
- 法国作家列表（英语：List of French writers）
  - 法国小说家列表（英语：List of French novelists）
- 法国建筑家列表（英语：List of French architects）
- 法国画家列表（英语：List of French painters）
- 法国作曲家列表（英语：List of French composers）
- 法国哲学家列表（英语：List of French philosophers）
- 法国雕刻家列表（英语：List of French sculptors）
- 法国电影导演列表（英语：List of French film directors）
- 法国裔美国人列表（英语：List of French Americans）

|  | 本条目是人物相关列表索引。 |